# سادبری بزرگ
سادبری شهری است در استان انتاریو کانادا. جمعیت شهر با حومه در سال ۲۰۱۱ حدود ۱۶۰ هزار نفر بود.